# Hearts Divided
Hearts Divided is een Amerikaanse muziekfilm uit 1936 onder regie van Frank Borzage. Destijds werd de film in Nederland uitgebracht onder de titel ’n Koninkrijk voor een kus.

## Verhaal
Napoleon wil Louisiana verkopen aan de Verenigde Staten om zijn oorlogen te financieren. Zijn broer Jérôme Bonaparte leidt de onderhandelingen. In de Verenigde Staten wordt hij verliefd op Betsy Patterson. Hun relatie wordt echter niet door iedereen op gejuich onthaald.

## Rolverdeling
| Acteur                | Personage          |
| --------------------- | ------------------ |
| Marion Davies         | Betsy Patterson    |
| Dick Powell           | Jérôme Bonaparte   |
| Charles Ruggles       | Henry Ruggles      |
| Claude Rains          | Napoleon Bonaparte |
| Edward Everett Horton | John Hathaway      |
| Arthur Treacher       | Sir Harry          |
| Henry Stephenson      | Charles Patterson  |
| Clara Blandick        | Tante Ellen        |
| John Larkin           | Isham              |
| Walter Kingsford      | Pichon             |
| Etienne Girardot      | Du Fresne          |
| Halliwell Hobbes      | Cambacérès         |
| George Irving         | Thomas Jefferson   |
| Beulah Bondi          | Madame Letizia     |
| Philip Hurlic         | Pippin             |